# 二十才前…
『二十才前…』（はたちまえ…）は、1978年4月5日にリリースされた岩崎宏美の6作目のオリジナル・アルバムである。発売元はビクター音楽産業。規格品番はSJX-20054

## 概要
表題曲である「二十才前」、前年の楽曲であるもののアルバム未収録であった「熱帯魚」の2枚のシングル曲を含む全12曲を収録。
1991年に、前作『思秋期から…男と女』（1977.10.5）とのカップリングで初CD-DA化され（2作品を1枚に収録）、1994年に単独でCD化された。また、2007年に紙ジャケットで復刻された際には、アルバム未収録であった13thシングル「あざやかな場面」（1978.5.5）、そのB面曲「いちご讃歌」、2枚目のアルバム『ファンタジー』（1976.2.10）の収録曲「ひとりぼっちの部屋」の長尺イントロ・バージョン、岩崎がレコーディング時に風邪をひいていたために鼻づまりの声で録音された「二十才前」の初回プレス・バージョンがボーナス・トラックとして収録された。

## 収録曲

### オリジナル盤
Side-A
- 全作詞：阿久悠

1. 二十才前
作曲・編曲：穂口雄右
  - 12枚目のシングルA面曲。
2. クェッション・マーク
作曲：三木たかし、編曲：船山基紀
3. 熱帯魚
作曲・編曲：川口真
  - 10枚目のシングルA面曲。
4. 夏のたまり場
作曲・編曲：川口真
  - 「熱帯魚」のB面曲。
5. ニッカ・ボッカ
作曲：三木たかし、編曲：船山基紀
6. ザ・マン
作曲・編曲：穂口雄右
  - 「二十才前」のB面曲。

Side-B
1. 何かが起こりそうな朝
作詞：東海林良、作曲：大野克夫、編曲：船山基紀
2. 季節のかほり
作詞・作曲：丸山圭子、編曲：佐藤準
3. つめたい抱擁
作詞：東海林良、作曲：大野克夫、編曲：船山基紀
4. ヴェニスの花嫁
作詞：中里綴、作曲・編曲：萩田光雄
5. 暁
作詞：中里綴、作曲・編曲：萩田光雄
6. 今様つづり
  - 作詞：丸山圭子、作曲・編曲：佐藤準

### CD盤（1991年版）
定盤コレクション 2 in One「思秋期から…男と女 + 二十才前…」
- M-1〜9の作家は項目『思秋期から…男と女』を参照のこと。

1. 思秋期
2. 男と女
3. 恋夏期
4. 個人指導
5. 煙草の匂いがする
6. チェイス
7. ピアノ弾きが泣かせた
8. ウエルカム・ホテル
9. BOO BOO
10. 二十才前
11. クェッション・マーク
12. 熱帯魚
13. 夏のたまり場
14. ニッカ・ボッカ
15. ザ・マン
16. 何かが起こりそうな朝
17. 季節のかほり
18. つめたい抱擁
19. ヴェニスの花嫁
20. 暁
21. 今様つづり

### CD盤（2007年）
二十才前… (紙ジャケット仕様)
1. 二十才前
2. クェッション・マーク
3. 熱帯魚
4. 夏のたまり場
5. ニッカ・ボッカ
6. ザ・マン
7. 何かが起こりそうな朝
8. 季節のかほり
9. つめたい抱擁
10. ヴェニスの花嫁
11. 暁
12. 今様つづり

#### ボーナス・トラック
1. あざやかな場面
作詞：阿久悠、作曲：三木たかし、編曲：三木たかし・船山基紀
  - 13枚目のシングルA面曲。
2. いちご讃歌
作詞：阿久悠、作曲・編曲：三木たかし
  - 「あざやかな場面」のB面曲。第3回広島平和音楽祭のために書き下ろされた楽曲で、1976年12月5日にリリースされた2作目のライヴ盤『ロマンティック・コンサートII 〜ちいさな愛の1ページ〜』で既に披露されていた。
3. ひとりぼっちの部屋〈イントロ・ロング・バージョン〉
作詞：阿久悠、作曲・編曲：穂口雄右
4. 二十才前〈イニシャル・バージョン〉（特別収録音源）